# 平安金融中心 (杭州)

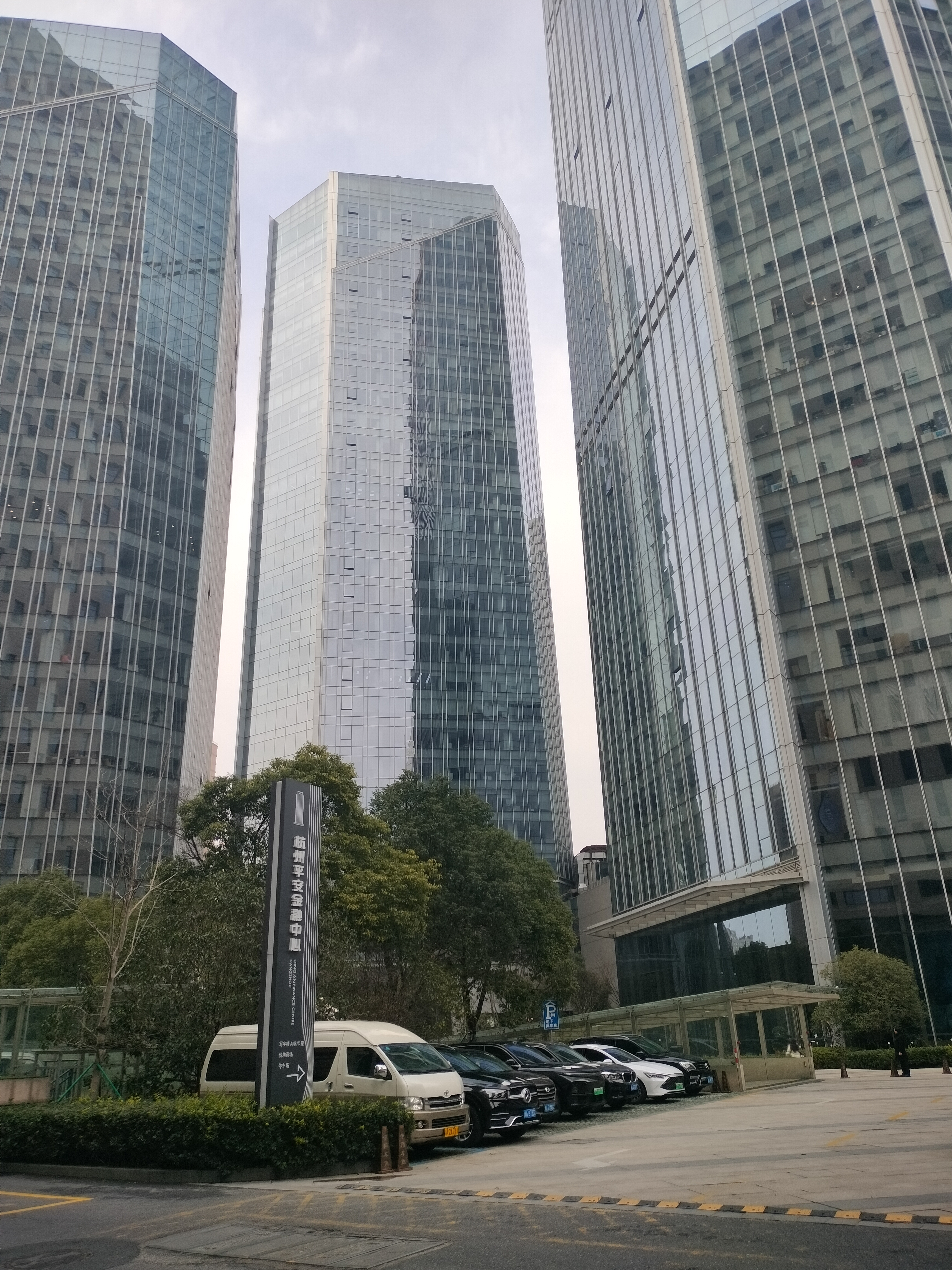
平安金融中心

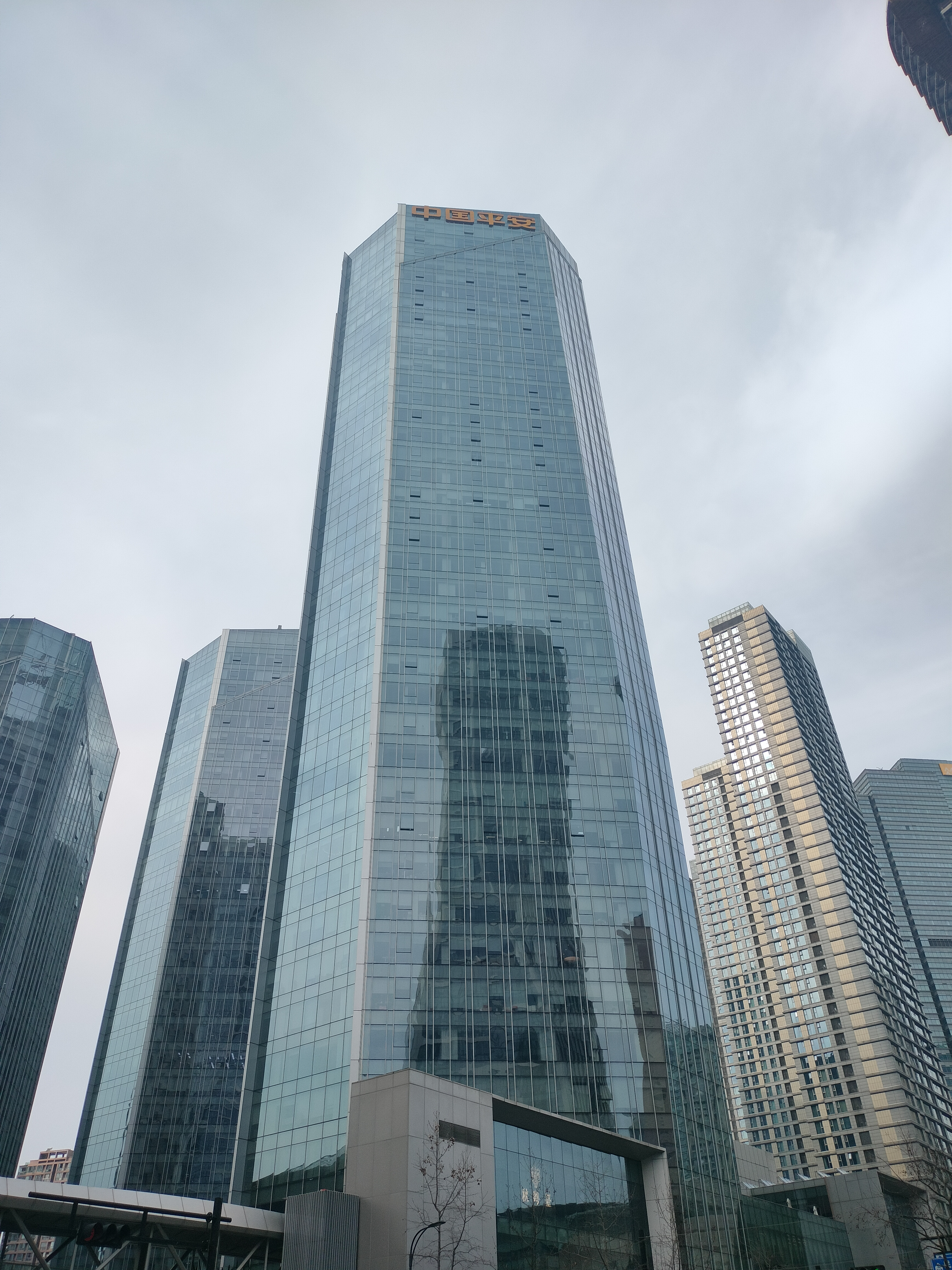
平安金融中心A楼

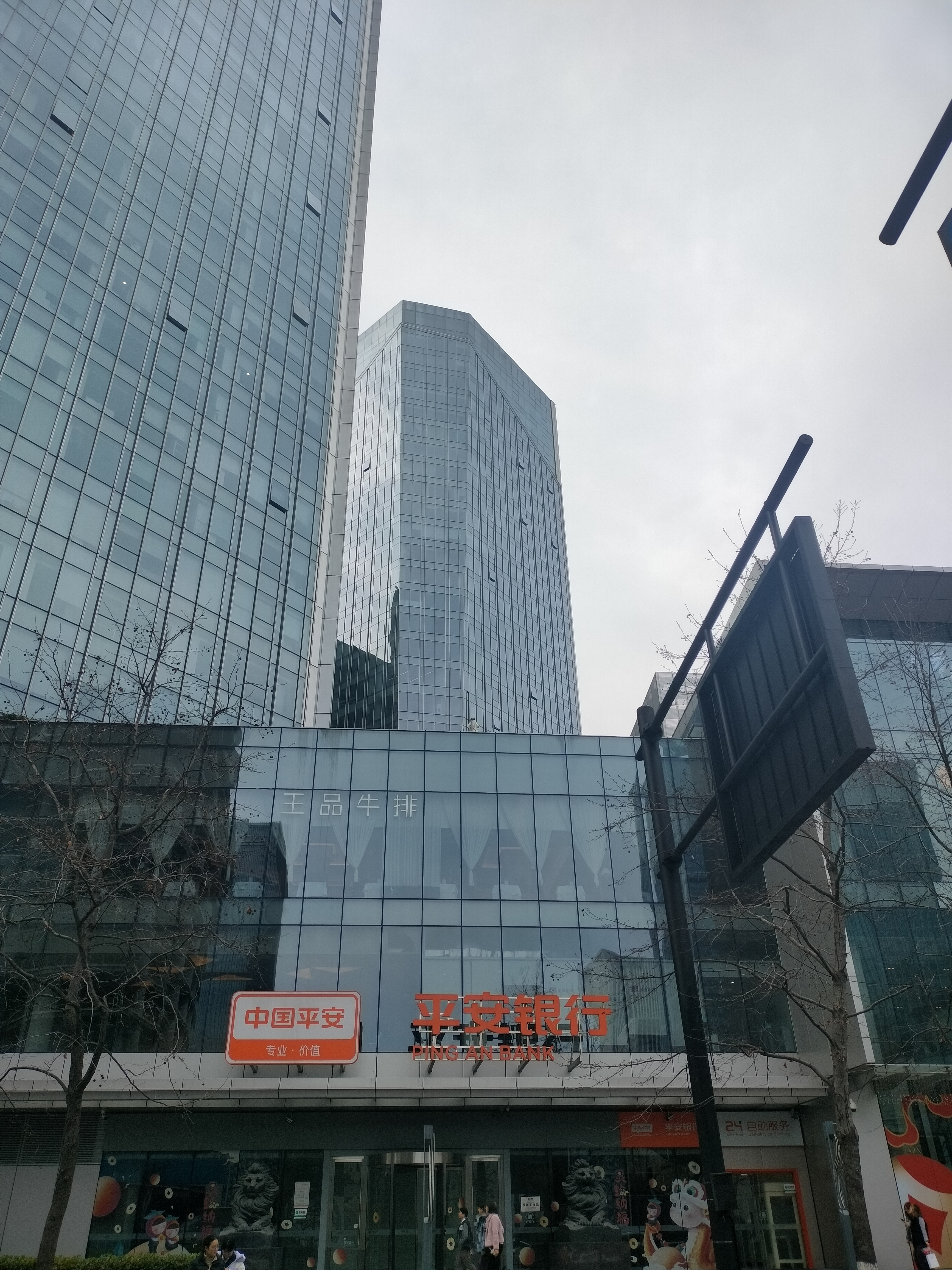
平安银行

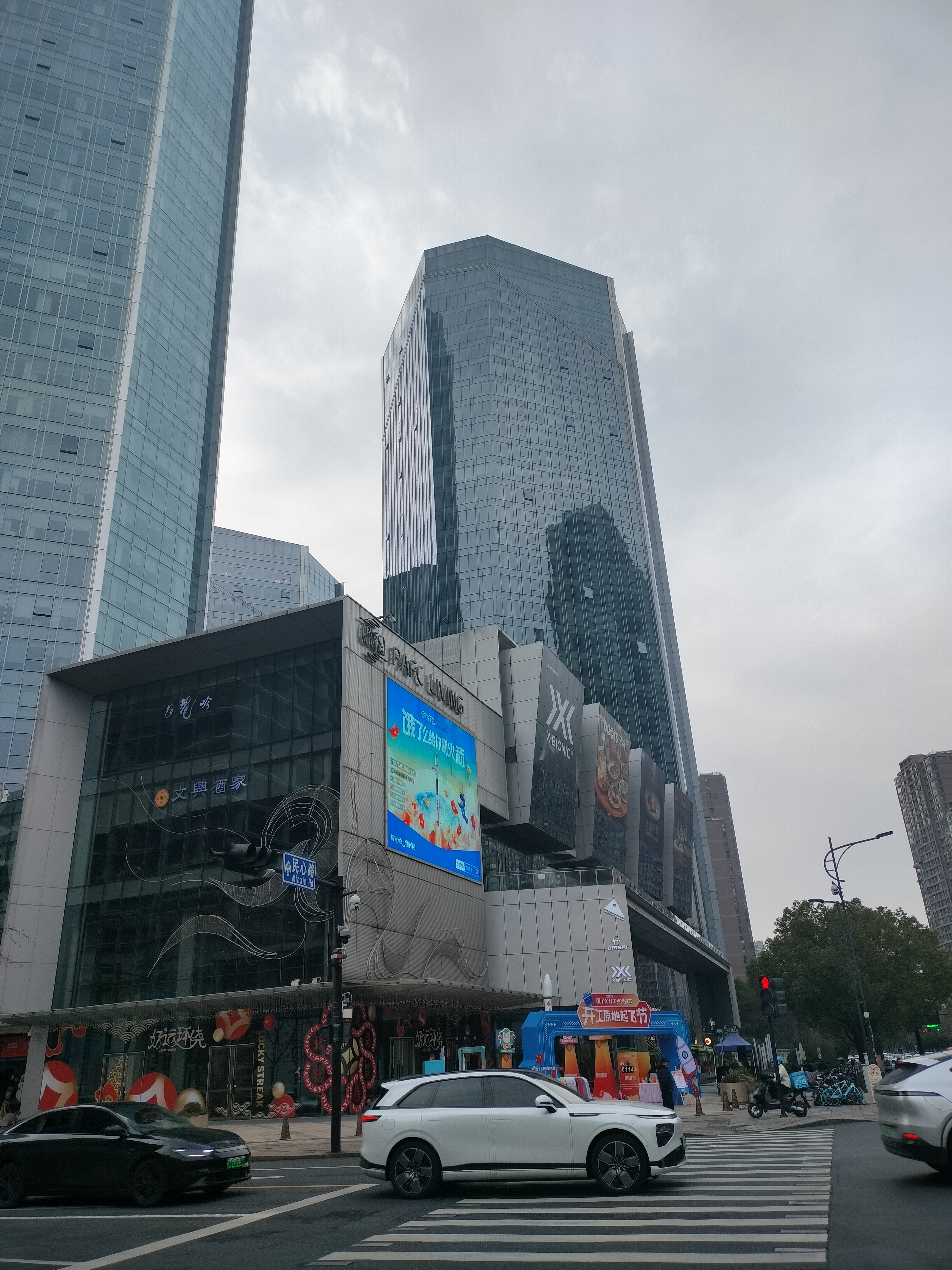
悦坊商场

杭州平安金融中心是位于杭州民心路280号钱江新城的高层办公大楼，占地面积36.7亩，总建筑面积28.5万平米。2017年5月竣工。主要业主为中国平安人寿保险浙江分公司和平安银行杭州分行，开发商为杭州绿景源置业有限公司。

## 简介
中心由A、B、C三幢塔楼及商业裙房（悦坊商场）组成，总投资约50亿元。A楼高度为180米，主要为中国平安自用。B楼31层高120米，C楼23层高100米。

## 交通
可乘杭州地铁4号线至江锦路站B1口到达。

## 周边
- 杭州中国人寿大厦
- 杭州万象城
- 杭州来福士